# 철근 콘크리트

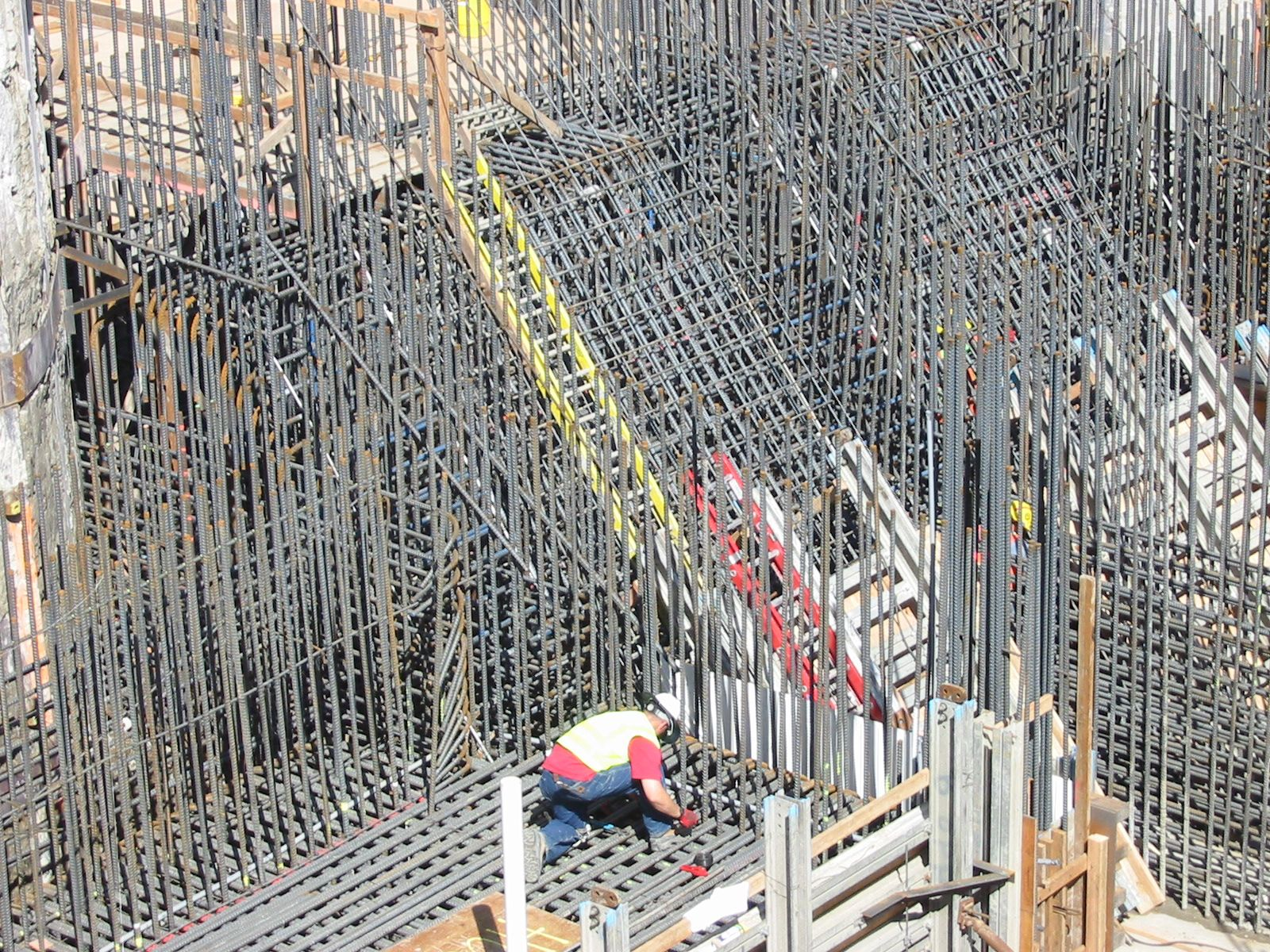
철근 콘크리트 설치 작업 현장.

철근 콘크리트(영어: reinforced concrete, RC)는 인장력이 약한 콘크리트를 보강하기 위하여 철근을 배치한 콘크리트이다. 철근은 인장력이 작용해도 뽑혀 나가지 않도록 끝을 구부리거나 고리로 만들고, 표면에 마디가 있는 이형철근을 쓴다. 현재 건설에 사용되는 대부분의 콘크리트는 철근 콘크리트이다.
철근과 콘크리트는 온도 변화에 따른 신축량이 거의 비슷하기 때문에 일체로 거동 하는 특성을 가진다.
철근 콘크리트의 성립 이유는 다음과 같다:
1. 철근과 콘크리트 사이의 부착강도가 크다.
2. 철근은 인장에 강하고 콘크리트는 압축에 강하다.
3. 콘크리트 속의 철근은 부식되지 않는다.
4. 철근과 콘크리트의 열팽창 계수는 거의 같다.

## 철근 콘크리트 보의 파괴모드
보 유효단면적에 대한 철근 단면적(철근량)의 비를 철근비라고 한다. 직사각형 보에서 철근비는 아래와 같다.
{\displaystyle \rho ={\frac {A_{s}}{bd}}}
- As : 철근량
- b : 보 폭
- d : 유효깊이. 보 상단에서 인장부 철근 도심까지 수직 거리.

철근비를 통해 철근 콘크리트 보의 휨파괴 양상을 예측할 수 있다. 들보 상단에 하중이 가해져 보 상단에 압축, 하단에 인장 변형이 일어난다. 철근이 너무 적다면, 인장부 철근이 압축부 콘크리트보다 먼저 큰 변형을 일으키며 항복한다. 이 상태의 보를 과소 철근보라 한다. 철근을 더 많이 넣다보면 압축 연단 콘크리트가 한계에 도달하는 동시에 인장부 철근이 항복하는 상태가 있을 것이다. 이때를 균형 상태라고 하고, 이때의 철근비를 균형 철근비, 균형상태의 보를 균형보라고 한다. 균형철근비는 아래 식으로 계산한다.
{\displaystyle {\begin{aligned}\rho _{b}&=0.85\beta _{1}{\frac {f_{ck}}{f_{y}}}{\frac {0.0033}{0.0033+\epsilon _{y}}}\\&=0.85\beta _{1}{\frac {f_{ck}}{f_{y}}}{\frac {660}{660+f_{y}}}\\\end{aligned}}}
- {\displaystyle \beta _{1}={\begin{cases}0.85-(f_{ck}-28)\times 0.007\geq 0.65&(f_{ck}>28MPa)\\0.85&(f_{ck}\leq 28MPa)\end{cases}}}
- {\displaystyle f_{ck}} : 콘크리트 설계기준 압축강도
- fy : 철근의 항복강도
- {\displaystyle \epsilon _{y}} : 철근 항복 변형률

만약 철근량을 계속 증가시키면 하중을 가했을 때 아직 철근이 항복하지 않았지만, 압축부 콘크리트가 한계 변형률 {\displaystyle \epsilon _{c}=0.003}에 도달할 것이다. 이때는 과다 철근보라고 한다.
철근을 많이 넣을수록 좋을 것 같지만 그렇지 않다. 콘크리트는 한계 이상의 하중을 받으면 갑작스럽게 파괴되지만(취성 파괴), 철근은 엿가락처럼 늘어지다가 파괴된다(연성파괴). 과다 철근보는 갑작스런 취성파괴를 일으키므로 구조물의 붕괴 징후를 미리 알 수 없을 위험이 있다. 반면 연성 파괴가 일어나도록 철근량을 정한 보는 구조물이 완전 파괴되기 전에 변형을 미리 감지할 수 있기 때문에 과다철근보 또는 균형보보다 안전하다. KDS 14 20 20:2018 콘크리트구조 휨 및 압축 설계기준은 연성파괴 유도를 위해 최외단 인장철근 변형률이 최소 허용변형률 이상이 되도록 정하고 있다.

## 단철근 보의 거동
외력으로 휨을 받는 구조부재를 보라고 한다. 휨을 받는 보는 그림처럼 아래쪽으로 휘어진다.(점선 참고)

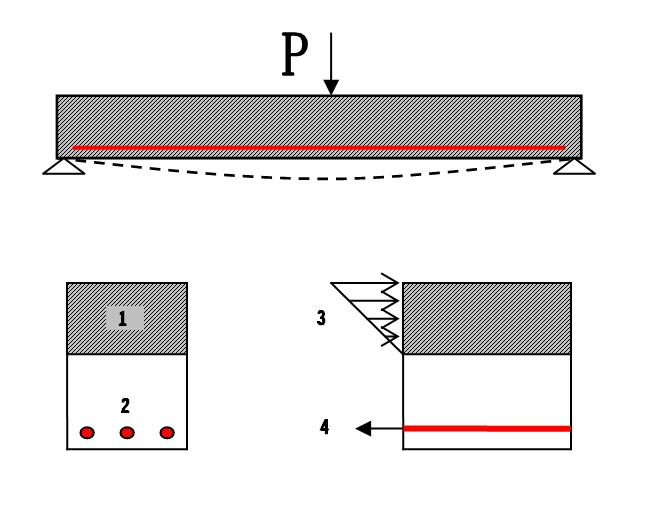
보에 외력이 가해지면, 점선처럼 휘어진다. 1 : 압축부. 2 : 인장부. 1과 2사이의 경계선이 중립축. 중립축은 인장되지도, 압축되지도 않는 길이 변화가 없는 부분이다. 붉은 색 : 철근

이때 1과 2의 경계선으로 표시한 부분을 '중립축'이라고 한다. 중립축을 기준으로 단면의 위쪽은 압축되고, 아래쪽은 인장된다. 만약 콘크리트만으로 보를 만든다면 아래쪽의 인장부는 외력에 의해 발생되는 인장력에 버티지 못하고 파괴된다. 콘크리트는 압축력에는 잘 저항하지만, 인장력에는 거의 저항하지 못하기 때문이다. 위에서 나열한 기본 가정 중 '콘크리트의 인장강도는 없다'는 것이 여기에 사용된다.
반면 철근은 인장력에 잘 저항한다. 따라서 압축력은 콘크리트가 받도록 하고, 인장력은 철근이 받도록 만드는데, 이것이 철근 콘크리트 구조물의 기본 원리이다. 콘크리트는 인장력을 받지 못함에도 중립축 하단의 인장부에도 넣어주는 이유는 철근이 대기와 접해있을 경우 부식되어 성능 저하가 일어나기 때문이다. 들보는 휘게 만드는 힘을 주로 받기 위해 만들어지기 때문에 인장부 철근의 성능 저하는 되도록 피해야 한다.
실제 철근 콘크리트 보에는 주철근(보에서는 휨에 저항하는 철근) 외에도 전단파괴가 일어나지 않도록 배근하는 전단보강철근(스터럽 등)이 들어가나, 여기서는 주철근에 대해서만 설명한다. 그림처럼 보의 양쪽 끝단에 지지점이 있는 보는 아래쪽으로 휘어진다. 따라서 보의 아래쪽만 철근을 넣어준다. 이런 보를 '단철근' 보라고 한다. 만약 위쪽(압축부)에도 철근이 들어간다면 이것은 '복철근' 보라고 한다.
단철근 보의 거동을 이해하기 위해서는 모멘트 M과 곡률 Φ의 관계를 알아야 한다. 이 둘의 관계를 그래프로 나타낸 것이 M-Φ 상관도이다. M-Φ 상관도에서는 다음의 점들에 주목하여야 한다.
- 인장부 콘크리트 균열 발생점
- 철근 항복점
- 압축부 콘크리트의 압축파괴점({\displaystyle \epsilon _{cc}=0.003}인 점)

계산 방법에는 정밀식과 약산식이 있는데, 이 둘의 차이는 거의 없다. 따라서 보다 편리한 약산식으로 M-Φ 곡선을 그려도 문제없다. 위 세 가지 점들에 대해 설명하면, 먼저 인장부 콘크리트 균열 발생점은 하중이 가해져서 보가 휘기 시작하면(곡률 Φ가 생기기 시작하면) 가장 먼저 발생한다. 다음으로 철근이 항복한다. 철근 항복이 인장파괴(끊어짐)를 말하는 것은 아니다. 간단히 말해 철근이 계속해서 외력을 받지만, 엿가락처럼 늘어지는 상태를 '철근이 항복'했다고 한다. 철근 항복은 인장부 콘크리트 균열이 생기는 곡률 {\displaystyle \phi _{cr}}보다 큰 곡률에서 생긴다. 이때의 휨모멘트를 Mcr로 쓴다. 마지막으로 하중이 계속되어 압축부에 있는 콘크리트조차 압축력을 견디지 못하는 순간이 온다. 이때 압축부 콘크리트가 압축파괴되었다고 하며 대한민국의 구조설계기준에서는 변형률이 0.003에 도달하면 압축파괴로 본다.

### 정밀식 사용

#### 인장부 콘크리트 균열 발생점
정밀식을 쓰는 경우 균열 발생점을 구하기 위해선 보 단면이 받는 변형률도를 그리는 것에서 출발한다. 문자의 의미는 다음과 같다.
- b : 보의 폭

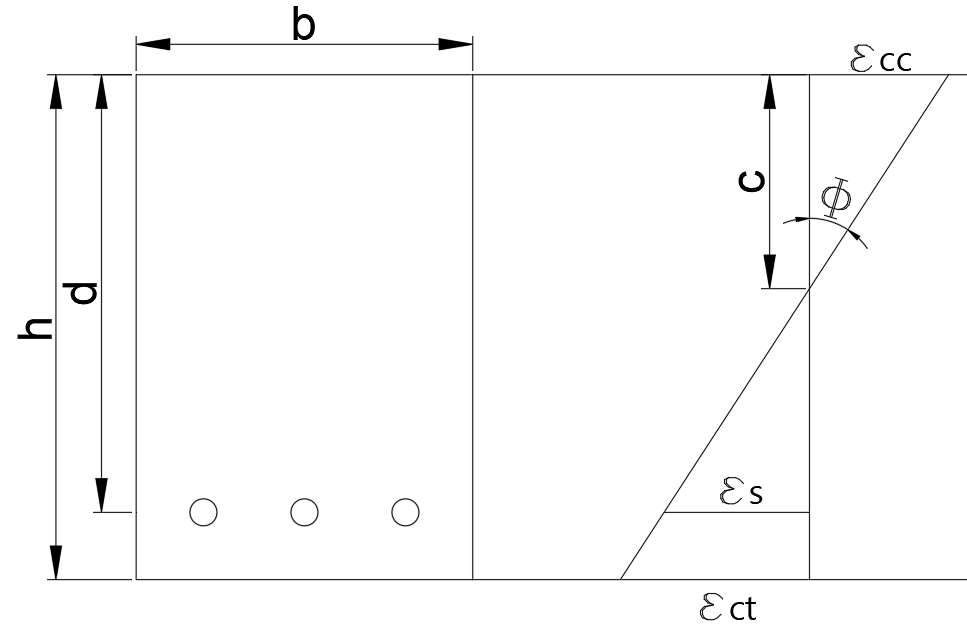
좌 : 단철근 콘크리트 보 단면. 우 : 균열 발생 시 변형률도

- d : 유효깊이(압축부 연단에서 인장부 철근 도심까지의 거리)
- h : 보의 높이
- c : 중립축 깊이
- {\displaystyle \epsilon _{cc}} : 압축부 콘크리트 변형률
- {\displaystyle \epsilon _{s}} : 인장부 철근 변형률
- {\displaystyle \epsilon _{ct}} : 인장부 콘크리트 변형률
- {\displaystyle \phi } : 곡률

훅 법칙에 따르면, 변형률을 이용해 각 부분의 응력을 구할 수 있다. 변형률 ε을 중립축 깊이 c와 곡률 Φ로 나타내기 위해 삼각함수를 쓸 수 있다. 예컨대
{\displaystyle \tan \phi ={\frac {\epsilon _{cc}}{c}}}
실제 철근 콘크리트 보에 하중이 가해지더라도, 눈에 보이는 곡률은 아주 미소하다.({\displaystyle \phi \approx 0}) 따라서 탄젠트 없이 Φ로만 쓰더라도 값은 차이가 없다.
{\displaystyle \phi ={\frac {\epsilon _{cc}}{c}}}
이런 원리로, 각 부분이 받는 응력 f를 다음 식들로 표현 가능하다.
{\displaystyle f_{cc}=E_{c}\epsilon _{cc}=E_{c}\phi c}
{\displaystyle f_{ct}=E_{c}\epsilon _{ct}=E_{c}\phi (h-c)}
{\displaystyle f_{s}=E_{s}\epsilon _{s}=E_{s}\phi (d-c)}
각 부분이 받는 하중을 계산하고, 힘의 평형을 이용하여 중립축 거리 c를 구한다.

{\displaystyle N_{cc}={\frac {1}{2}}f_{cc}bc={\frac {1}{2}}E_{c}\phi c^{2}b}
{\displaystyle N_{ct}={\frac {1}{2}}f_{ct}(h-c)b={\frac {1}{2}}E_{c}\phi (h-c)^{2}b}
{\displaystyle N_{s}=A_{s}f_{s}=A_{s}E_{s}\phi (d-c)}
- Ec : 콘크리트의 탄성 계수

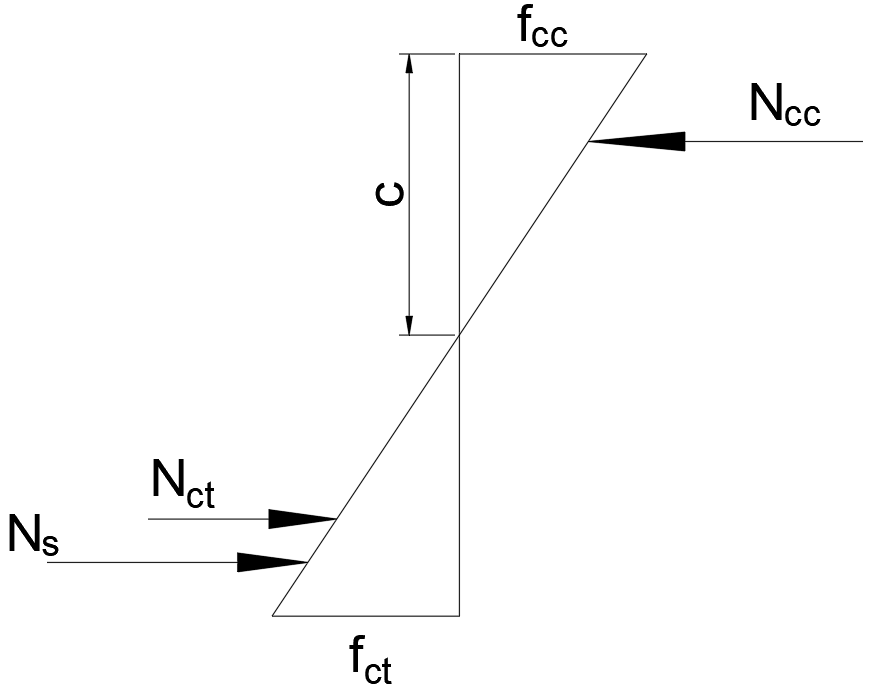
균열 발생 시 응력분포도

- Es : 철근의 탄성 계수(=200,000MPa)
- As : 철근의 단면적

콘크리트 탄성계수는 아래 식으로 구한다.
{\displaystyle E_{c}=8500{\sqrt[{3}]{f_{cu}}}(MPa)}
- {\displaystyle f_{cu}=f_{ck}+\Delta f}
  - fck : 콘크리트의 설계기준 압축강도
  - {\displaystyle f_{ck}\leq 40MPa}이면 {\displaystyle \Delta f=4MPa}
  - {\displaystyle f_{ck}\geq 60MPa}이면 {\displaystyle \Delta f=6MPa}
  - 사이는 직선 보간.

{\displaystyle N_{cc}-N_{ct}-N_{s}=0}임을 이용하면 콘크리트 보의 단면 치수, 철근의 단면적 등을 안다고 할 때, 미지수는 c뿐이므로 이차방정식의 해를 구하여 c를 계산가능하다. c를 구하면 변형률 ε, 응력 f, 하중 N을 전부 계산 가능하다. 계산하여 나오는 Ncc, Nct, Ns가 평형을 이루는지 확인하여 검산할 수 있다.
N까지 구했다면, 균열 발생 시 모멘트 Mcr을 구할 수 있다. 모멘트의 합력을 이용한다.
{\displaystyle M_{cr}+N_{cc}\times {\frac {c}{3}}=N_{ct}\left[c+{\frac {2}{3}}(h-c)\right]+N_{s}\cdot d}
균열 발생 시 곡률 역시 변형률도를 통해 구할 수 있다.
{\displaystyle \phi _{cr}={\frac {\epsilon _{cc}}{c}}}

#### 균열 이후의 거동

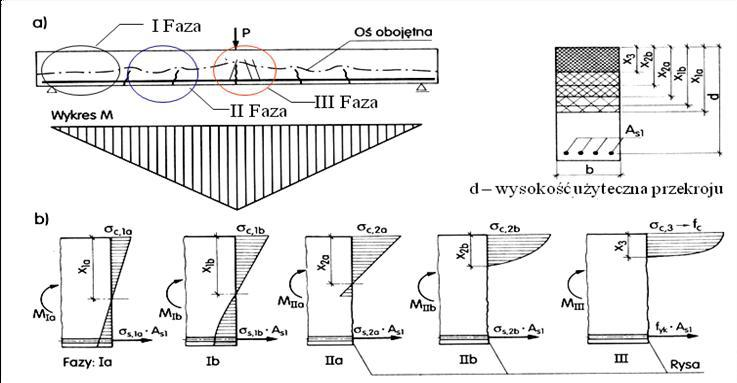
b) 단철근 보의 응력분포 변화. IIa까지는 인장부 콘크리트가 응력을 받다가, IIb부터는 전혀 받지 못한다. 또한 IIb부터는 콘크리트의 응력이 선형 구간을 지나서 곡선형태로 변화한다. 계산을 위해서 곡선부 응력분포를 직사각형으로 만들어주는데, 이때 α, β가 쓰인다.

균열 이후에는 인장부 콘크리트에 변형은 있지만, 인장력은 전혀 받지 못하는 것으로 한다. 따라서 인장부에서는 철근에 대해서만 계산해주면 된다. 또한 압축부 콘크리트는 원래 압축응력이 곡선형태로 나타나지만, 계산의 편의 상 곡선으로 했을 때의 압축력과 동일한 압축력을 동일 작용점에 받도록 직사각형 응력분포로 계산한다. 이때의 응력분포를 '등가직사각형 응력분포'라고 한다.

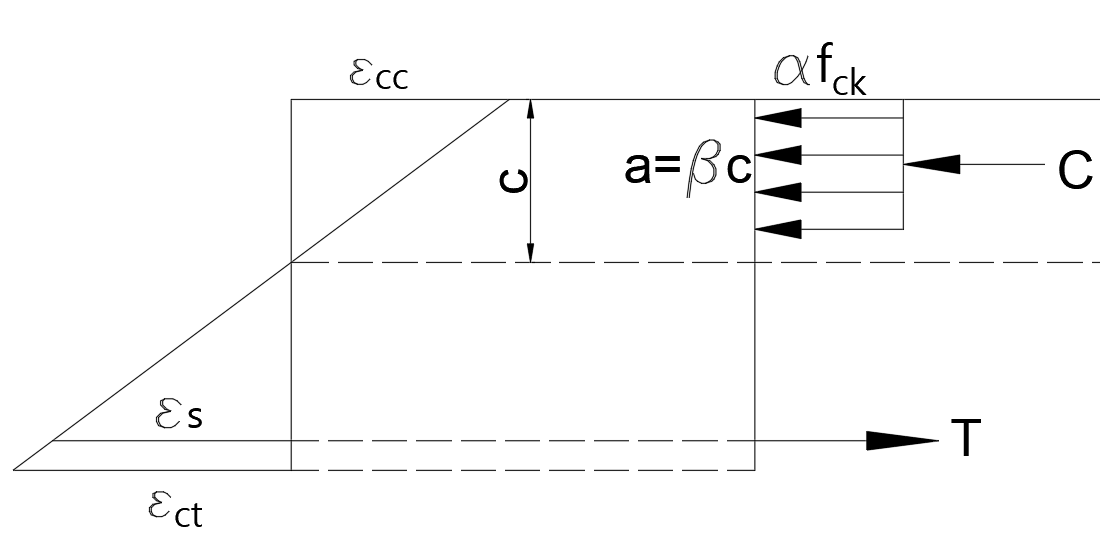
좌 : 변형률도. 우 : 응력분포

균열시까지의 거동과 마찬가지로 중립축 c부터 구해준다. 여기서는 인장부 콘크리트가 받는 응력이 무시되므로 Nct = 0이다. Ncc = C, Ns = T로 쓰면
C = T
{\displaystyle \alpha f_{ck}\beta cb=A_{s}f_{s}}
여기서 α, β는 곡선응력을 직사각형 응력분포로 만들어주기 위해 곱하는 계수로, 다음 표로 주어진다.
| εcc | 0.0005 | 0.001 | 0.002 | 0.003 | 0.004 |
| --- | ------ | ----- | ----- | ----- | ----- |
| α   | 0.335  | 0.592 | 0.888 | 0.900 | 0.667 |
| β   | 0.682  | 0.700 | 0.750 | 0.835 | 1.000 |

C = T의 식에서 εcc별로 중립축 계산, M, Φ 계산이 이루어진다. 이때 임의의 εcc에 대해 철근의 항복 여부를 모르기 때문에 철근 항복 여부를 가정한 뒤 c 계산, 항복 가정 검토를 거쳐야 한다. 표에 주어진 εcc에 대해서 각각 M, Φ를 계산해주고, 철근이 항복할 때의 εcc도 계산을 통해 찾고, M, Φ값을 알아둔다. 여기에는 반복적인 계산이 필요하지만, 구체적인 과정은 생략하겠다.
{\displaystyle M=A_{s}f_{s}\left(d-{\frac {a}{2}}\right)}
- fs : 철근의 응력. 항복점 이후에 대해서는 fy(철근의 항복강도)를 사용

Φ의 계산은 변형률도를 이용.
이상이 정밀식을 이용한 단철근 보의 휨 거동을 알아보는 과정이다. 최종적으로 얻게 되는 M-Φ 상관도의 예는 다음 그림을 보면 된다.

### 약산식 사용

#### 인장부 콘크리트 균열 발생점
약산식을 쓰는 경우 인장부 콘크리트 균열점까지의 거동은 철근이 없는 콘크리트 보(무근 콘크리트 보)와 동일하다고 가정한다. 콘크리트의 파괴계수(균열 시 휨응력)은 다음 식으로 정해져 있다.
{\displaystyle f_{r}=0.63\lambda {\sqrt {f_{ck}}}}
- λ : 경량콘크리트계수(보통중량 콘크리트의 경우 1)

순수 휨만을 받는 경우 휨응력은 오일러-베르누이 들보 방정식에 의해
{\displaystyle f_{r}={\frac {M_{cr}}{I}}y}
{\displaystyle y={\frac {1}{2}}h}이므로 위 식을 단면계수 Z를 써서 표현할 수 있다. 구하고자 하는 값 Mcr은
{\displaystyle M_{cr}=f_{r}\cdot Z}
균열점까지는 콘크리트의 응력이 선형구간에 있기 때문에 훅 법칙을 적용할 수 있다. 곡률 계산에 필요한 εcc를 구하면
{\displaystyle \epsilon _{cc}=\epsilon _{cr}={\frac {f_{r}}{E_{c}}}}
곡률은 변형률도에서 정밀식에서 구한 것과 같이 미소한 변형에 대하여 계산하므로
{\displaystyle \phi _{cr}={\frac {\epsilon _{cc}}{0.5h}}}

#### 철근 항복점
인장부 콘크리트 균열 이후 철근 항복이 생기므로 인장부 콘크리트는 무시한다. 압축부 콘크리트는 아직 선형 구간에 있다. 이것을 그림으로 나타내고, 중립축 c를 계산한 뒤, M, Φ를 구한다.
{\displaystyle M=A_{s}f_{y}\left(d-{\frac {c}{3}}\right)}
Φ의 계산은 변형률도를 이용.

#### 압축부 콘크리트의 압축파괴점
설계기준에서는 {\displaystyle \epsilon _{cc}=0.003}으로 정하고 있다. 여기에 대해서 변형률도와 응력분포도를 그려서 중립축 위치 c를 구한다. 압축부 콘크리트 응력분포는 등가직사각형 응력분포를 사용하되, α = 0.85로 고정시키고 β만 다음 식으로 계산하여 정한다.
{\displaystyle \beta ={\begin{cases}0.85-(f_{ck}-28)\times 0.007\geq 0.65&(f_{ck}>28MPa)\\0.85&(f_{ck}\leq 28MPa)\end{cases}}}
{\displaystyle M=A_{s}f_{y}\left(d-{\frac {a}{2}}\right)}
Φ의 계산은 변형률도를 이용.
이상이 약산식을 통한 단철근 콘크리트 보의 M-Φ 곡선을 그리기 위한 과정이다. 정밀식으로 그린 M-Φ 곡선과 약산식으로 그린 M-Φ 곡선을 비교해보면 크게 차이가 없음을 알 수 있다.

정밀식과 약산식 결과 비교
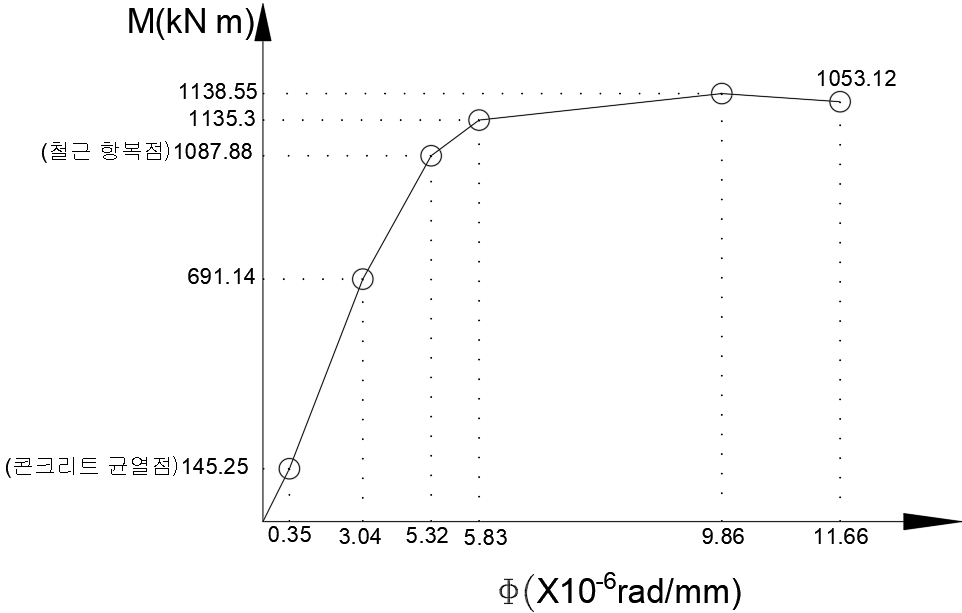
정밀식 결과
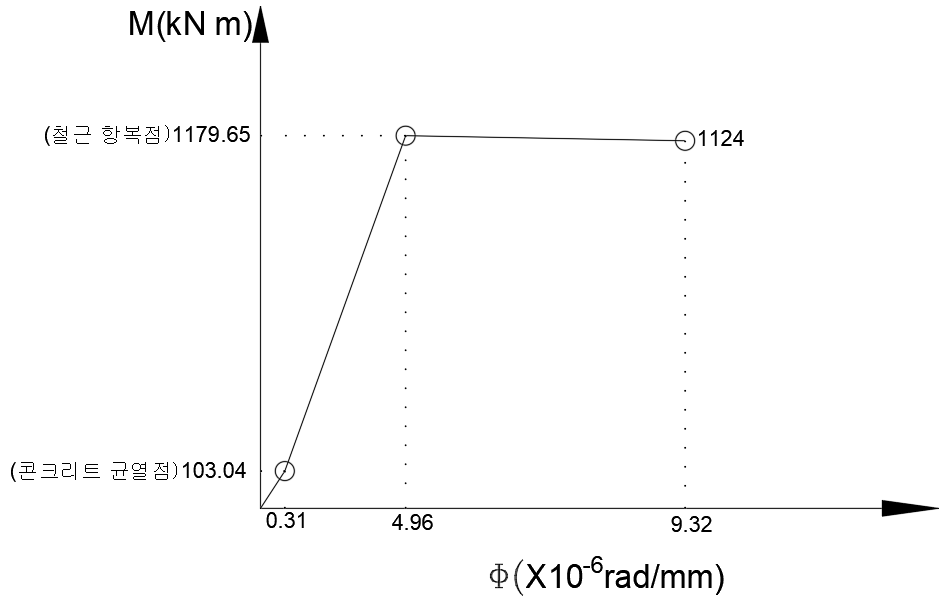
약산식 결과

## 같이 보기
- 철근 콘크리트 공학
- 죽근 콘크리트

## 참고 문헌
- 윤영수. 《철근콘크리트 역학 및 설계》 3판. 씨아이알.
- KDS 14 20 20 :2018 콘크리트구조 휨 및 압축 설계기준